# 阿德汗·艾哈邁德·薩利赫·科克
阿德汗·艾哈邁德·薩利赫·科克（Adham Ahmed Saleh Kahk，1993年6月27日—）是一名埃及角力運動員，主攻男子古典式66公斤級項目。他曾獲得非洲青少年角力錦標賽男子古典式60公斤級冠軍。

## 外部連結
- International Wrestling Datbase